# Pásztortirannusz
A pásztortirannusz (Machetornis rixosa vagy Machetornis rixosus) a madarak (Aves) osztályának verébalakúak (Passeriformes) rendjébe, ezen belül a királygébicsfélék (Tyrannidae) családjába tartozó faj, a Machetornis nem egyetlen képviselője.

## Előfordulása
Argentína, Bolívia, Brazília, Kolumbia, Panama, Paraguay, Uruguay és Venezuela területén honos. Nyílt alföldek lakója.

## Alfajai
- Machetornis rixosa flavigularis
- Machetornis rixosa obscurodorsalis
- Machetornis rixosa rixosa

## Megjelenése
Testhosszúsága 19 centiméter.

## Életmódja
Levegőben, talajon és háziállatok hátán keresgéli rovarokból álló táplálékát.

## Szaporodása
Az aljnövényzet közé készíti fészkét.